# SV Schermbeck
SV Schermbeck is een Duitse voetbalclub uit Schermbeck en werd in 1912 opgericht. Naast de voetbalafdeling bestaan ook de volgende afdelingen:
- Zwemmen/Waterpolo
- Handbal
- Tafeltennis
- Atletiek
- Badminton

In 2013 degradeerde de voetbalafdeling uit de oberliga Westfalen en keerde er na twee seizoenen terug. In 2016 degradeerde de club opnieuw. In 2018 promoveerde de club opnieuw.

## Eindklasseringen vanaf 2002
| Seizoen | Competitie                     | Niveau | Eindstand | DFB Pokal | Opmerking                                                                                 |
| ------- | ------------------------------ | ------ | --------- | --------- | ----------------------------------------------------------------------------------------- |
| 2001/02 | Verbandsliga Westfalen Südwest | V      | 6         | --        |                                                                                           |
| 2002/03 | Verbandsliga Westfalen Südwest | V      | 1         | --        |                                                                                           |
| 2003/04 | Oberliga Westfalen             | V      | 13        | --        |                                                                                           |
| 2004/05 | Oberliga Westfalen             | V      | 13        | --        |                                                                                           |
| 2005/06 | Oberliga Westfalen             | V      | 16        | --        |                                                                                           |
| 2006/07 | Verbandsliga Westfalen-1       | V      | 1         | --        |                                                                                           |
| 2007/08 | Oberliga Westfalen             | IV     | 6         | --        |                                                                                           |
| 2008/09 | NRW-Liga                       | V      | 15        | --        | invoering 3. Liga                                                                         |
| 2009/10 | NRW-Liga                       | V      | 14        | --        | halve finale Westfalenpokal > SC Preußen Münster: 0-3                                     |
| 2010/11 | NRW-Liga                       | V      | 10        | --        |                                                                                           |
| 2011/12 | NRW-Liga                       | V      | 13        | --        |                                                                                           |
| 2012/13 | Oberliga Westfalen             | V      | 17        | --        |                                                                                           |
| 2013/14 | Westfalenliga-1                | VI     | 7         | --        |                                                                                           |
| 2014/15 | Westfalenliga-1                | VI     | 2         | --        | promotie play off > BV Westfalia Wickede: 3-0                                             |
| 2015/16 | Oberliga Westfalen             | V      | 17        | --        |                                                                                           |
| 2016/17 | Westfalenliga-1                | VI     | 12        | --        |                                                                                           |
| 2017/18 | Westfalenliga-1                | VI     | 2         | --        | promotie play off > DSC Wanne-Eickel: 3-2 n.v.                                            |
| 2018/19 | Oberliga Westfalen             | V      | 6         | --        |                                                                                           |
| 2019/20 | Oberliga Westfalen             | V      | 12        | --        | competitie afgebroken i.v.m. coronapandemie; Finalist Landespokal > RSV Meinerzhagen: 0-2 |
| 2020/21 | Oberliga Westfalen             | V      | --        | --        | competitie afgebroken i.v.m. coronapandemie. Er wordt geen stand opgemaakt.               |
| 2021/22 | Oberliga Westfalen             | V      | 10        | --        |                                                                                           |
| 2022/23 | Oberliga Westfalen             | V      | 12        | --        |                                                                                           |
| 2023/24 | Oberliga Westfalen             | V      | 8         | --        |                                                                                           |
| 2024/25 | Oberliga Westfalen             | V      | 6         | --        |                                                                                           |
| 2025/26 | Oberliga Westfalen             | V      | .         | --        |                                                                                           |